# Eryngium aquifolium
Eryngium aquifolium  es una especie fanerógama de Eryngium perteneciente a la familia de las apiáceas.

## Descripción
Es una herbácea perennifolia, con raíz engrosada, negruzca, frecuentemente multicaules. Tallos de 15-46 cm, erectos. Hojas basales de 3,5-18 x 1,2-3,6 cm, persistentes, pecioladas, oblanceolado-espatuladas, marcadamente serrado-dentadas, con espinas fuertes y patentes, salvo en la zona cercana a la vaina, donde son muy delgadas, atenuadas en la base, ligeramente coriáceas; las caulinares medias obovadas u obovado-lanceoladas, profundamente serrado-dentadas, con un diente apical largo y espinoso. Inflorescencia azulada, frecuentemente en dicasio, rara vez en pleocasio, con 3-4 (-8) capítulos; capítulos de 15-25 cm, pedunculados, subglobosos, con 6-8 (-9) brácteas; brácteas de 25-42 x 613 mm, lanceoladas, con (6-) 8-13 (-16) pares de espinas; bracteolas de 11-15 mm, de ovado-lanceoladas a lineares; las externas con hasta 6 pares de dientes; las internas enteras. Sépalos de c. 3 mm, lanceolados, aristados. Fruto densamente escamoso, con escamas triangulares, ligeramente alado-tortuosas en la parte dorsal. Florece de mayo a julio.

## Distribución y hábitat
Se encuentra en lugares muy secos, algo nitrificados, en substrato básico, frecuentemente margoso; a una altitud de 300-1300 metros, en el Norte de África (Marruecos) y sur de España. 

## Taxonomía
Eryngium aquifolium fue descrita por Antonio José de Cavanilles y publicado en Anales de Ciencias Naturales 3: 32. 1801.
Etimología
Eryngium: nombre genérico que probablemente hace referencia a la palabra que recuerda el erizo: "Erinaceus" (especialmente desde el griego "erungion" = "ción"), sino que también podría derivar de "eruma" (= protección), en referencia a la espinosa hojas de las plantas de este tipo.
aquifolium: epíteto latino que significa "hojas como el acebo",
 Sinonimia
- Eryngium carthamoides Sm.
- Eryngium crinitum Lange	[4]